# Lábios Sem Beijos
Lábios Sem Beijos é um filme mudo brasileiro dos gêneros drama e romance produzido em 1930 pela Cinédia, na fase do cinema mudo. A direção é de Humberto Mauro, com Lelita Rosa, Paulo Morano, Didi Viana no elenco principal. Escrito por Adhemar Gonzaga e Arlindo Muccilo o filme narra a história de Lelita, uma jovem de família rica que e cortejada pelo seu primo paulo, porém ela tem razão para acreditar que ele também está tendo um caso com a irmã de Lelita, o que causa problemas de ciúme, até que tudo se torne claro e o amor verdadeiro prevaleça.

## Sinopse
Após se conhecerem casualmente, Lelita e Paulo encontram-se outra vez durante uma festa. A resistência inicial não impede que os dois passem a se ver, nascendo entre ambos arrebatadora paixão. Certo dia, Lelita encontra sua prima Didi chorando sentidamente, e descobre que o motivo dessa mágoa chamava-se Paulo Morano. Paulo acusa sua ex-namorada, Tamar, de ter preparado a intriga e colocado Lelita contra ele. 
Depois de muita insistência e dos assédios de Paulo, Lelita decide falar com ele e obrigá-lo a cumprir seu compromisso com Didi. Superando alguns percalços durante o caminho, Lelita e Didi chegam ao encontro com Paulo, onde se desfaz todo o equívoco.

## Elenco
- Lelita Rosa como Lelita
- Paulo Morano como Paulo
- Didi Viana como Didi
- Gina Cavalierei como Gina
- Tamar Moema como Tamar
- Augusta Guimarães como D. Perpétua
- Alfredo Rosário como Tio Rosário
- Décio Murilo como Apaixonado de Didi
- Máximo Serrano como Apaixonado de Gina
- Adhemar Gonzaga como Atropelado
- Humberto Mauro como Malandro/namorado de D. Perpétua
- Leda Lea
- Renato de Oliveira como Datilógrafo do Tio Rosário
- Carmen Violeta
- Carlos Eugênio
- Luiz Gonzaga Martins
- Ivan Villar
- Fernando Lima
- Ramon
- Martins Kito
- Antônio Paes Gonçalves
- Godofredo Queiroz
- Celso Montenegro como Convidado na festa de Gina

## Lançamento
Em entrevista à revista "A Ordem" durante o período prévio a estreia do filme, Gonzaga declarou:
“A minha empresa foi fundada para edificar o verdadeiro cinema brasileiro. Ela foi lançada exclusivamente com o nosso esforço e nossos capitais. Vamos mostrar que podemos criar uma arte nossa nova e legítima, capaz de transformar o sorriso dos pessimistas num grito de entusiasmo”.